# Kaori Mizumori
Kaori Mizumori (水森かおり, Mizumori Kaori), née le 31 août 1973 dans l'arrondissement de Kita à Tokyo, est une chanteuse japonaise du genre musical enka. Son véritable nom est Yukiko Ōde (大出弓紀子, Ōde Yukiko).
Ses chansons sont généralement intitulées d'après des monuments et la nature au Japon ce qui lui vaut d'être une populaire chanteuse d'enka dans tout le pays.
Elle a déjà participé à neuf reprises à l'émission télévisée de fin d'année Kōhaku Uta Gassen.

## Discographie partielle
- Lonely Satsuma Road (ひとり薩摩路, Hitori Satsumaji?)
- Kumano Kodō (熊野古道?)
- Ligne Gonō (五能線, Gonōsen?)
- Marais de Kushiro (釧路湿原, Kushiro Shitsugen?)
- Dunes de sable de Tottori (鳥取砂丘, Tottori Sakyū?)
- Cherry Guard (櫻守, Sakuramori?)
- Flower of Transience (かりそめの花, Karisome no Hana?)
- Four O'Clock Flower (おしろい花, Oshiroibana?)
- Cap Tappi (竜飛岬, Tappi Misaki?)

## Source de la traduction
- (en) Cet article est partiellement ou en totalité issu de l’article de Wikipédia en anglais intitulé « Kaori Mizumori » (voir la liste des auteurs).